# Frank Schoonover

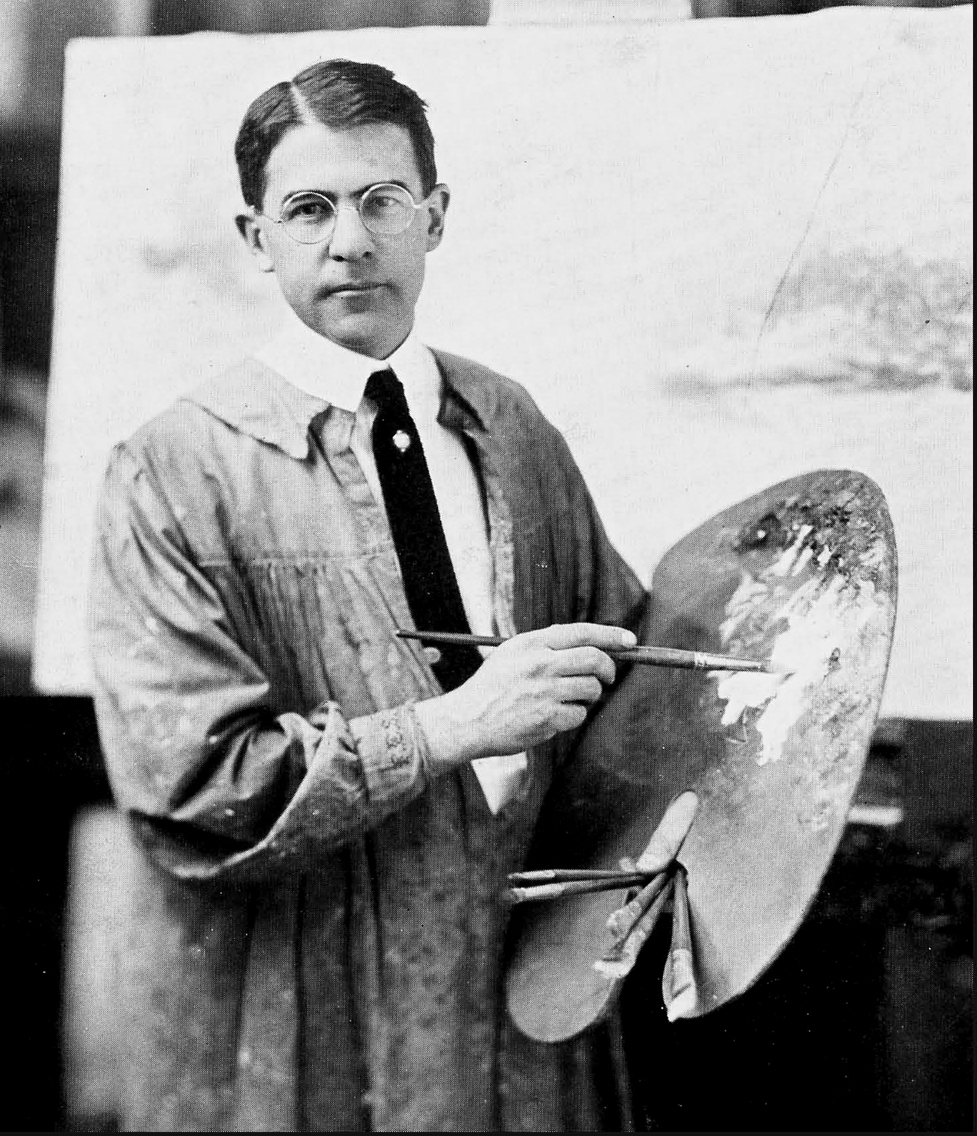
Frank Schoonover
(vor 1923)

Frank Schoonover (eigentlich Frank Earle Schoonover; * 19. August 1877 in Oxford, New Jersey; † 1. September 1972 in Wilmington, Delaware) war ein US-amerikanischer Maler und Illustrator.

## Leben
Frank Schoonover wurde in Oxford geboren und wuchs nach dem Umzug seiner Eltern in Trenton auf. 1891 absolvierte er die Highschool in Jersey City mit Auszeichnung und hielt die Abschlussrede. Im Jahre 1896 studierte er an der Kunstschule Drexel Institute of Art, Science and Industry (heute Drexel University) unter Howard Pyle, der schließlich sein Freund und Vertrauter wurde. In den Jahren 1898 und 1899 gewann er eines von zehn renommierten Stipendien und wurde der Assistent von Pyle. Im Rahmen der Förderung wurde er stark von seinem Mentor beeinflusst. 1900 folgte er Pyle an dessen Kunstschule Brandywine School in Chadds Ford. Im Jahr 1903 unternahm er eine viermonatige Expeditionsreise zur Erforschung von Hudson Bay, James Bay, Québec und Ontario, indem er zu Fuß oder mit dem Hundeschlitten reiste. Seine Erlebnisse flossen später in dessen Arbeiten hinein. Mitte 1905 veröffentlichte er seine erste Fiktion und wurde Mitglied in der Society of Illustrators. Im darauf folgenden Jahr verließ er Pyle, um sein eigenes Studio in Wilmington (1616 Rodney Street) zu eröffnen. Zwischen 1903 und 1913 wurde Schoonover einer der führenden amerikanischen Illustratoren des frühen 20. Jahrhunderts. Er illustrierte die Werke von einigen berühmten Autoren, unter anderem Edgar Rice Burroughs, Jack London, Rex Beach, Zane Grey, Robert W. Chambers, Gilbert Parker, Henry van Dyke, Clarence Mulford usw. Im Jahre 1931 nahm Schoonover eine einjährige Lehrtätigkeit an der School of Illustration in Indianapolis an und ab 1942 gründete er seine eigene Kunstschule in Wilmington. Er lehrte bis zu seinem 91. Lebensjahr an der Kunstschule und starb vier Jahre später in Wilmington. Seine Ehe mit Martha Culbertson blieb kinderlos.